# USS John C. Stennis (CVN-74)
USS John C. Stennis (CVN-74) är ett amerikanskt hangarfartyg av Nimitz-klass. Fartyget är det sjunde i klassen. 

## Namnet
Fartyget är namngivet efter den framlidne demokratiske senatorn John Cornelius Stennis från Mississippi som i senatens försvarsutskott (Senate Armed Services Committee) verkade konsekvent för en starkare flotta.
Hangarfartyget är bland annat med i filmen Transformers: Revenge of the Fallen.